# シェヘラザード (リムスキー＝コルサコフ)
『シェヘラザード』（ロシア語: Шехераза́да、IPA:[ʂɨxʲɪrɐˈzadə]）作品35は、1888年夏に完成されたニコライ・アンドレイェヴィチ・リムスキー＝コルサコフ作曲の交響組曲。千夜一夜物語（アラビアンナイト）の語り手、シェヘラザード（シャハラザード、シェエラザード）の物語をテーマとしている。
この作品は、ロシア音楽全般、特にリムスキー＝コルサコフの典型的な２つの特徴を兼ね備えていると言われている。眩いばかりの色彩豊かなオーケストレーションと、帝政ロシアの歴史やオリエンタリズム全般の中で重要な位置を占める“東洋への関心”である。
「シェヘラザード」とは、『千夜一夜物語』の主人公シェヘラザードのことである。リムスキー＝コルサコフの代表作の一つ。

## 概要
千夜一夜物語（アラビアンナイト）の語り手、シェヘラザード（シャハラザード、シェエラザード）の物語が発想の根源であり、シェヘラザードを象徴する独奏ヴァイオリンの主題が全楽章でみられる。しかし、各楽章に付けられていた標題は最終稿で取り去られた。純粋な交響的作品として聴いてもらう意図があったと考えられている。
作者の死後の1910年にミハイル・フォーキンの振付によってバレエ『シェヘラザード』が制作された。
日本での演奏会、録音媒体などでは「シェエラザード」と表記されることもある。

### 物語のあらすじ
シャフリアール王（Shahryār）は彼の一番目の妻の不貞を発見した怒りから、妻と相手の奴隷の首をはねて殺害する。 女性不信となった王は、街の生娘を宮殿に呼び一夜を過ごしては、翌朝には処刑していた。側近の大臣が困り果てていたとき、大臣の娘のシェヘラザードは王の愚行をやめさせるため王との結婚を志願する。
シェヘラザードは毎晩命がけで、王に興味深い物語を語る。そして物語が佳境に入った所で「続きはまた明日。」と話を打ち切る。
王は新しい話を望んでシェヘラザードを生かし続け、千と一夜の物語を語り終える頃には二人の間には子どもが産まれていた。王は自分とシェヘラザードの間に子供が出来たことを喜び、シェヘラザードを正妻にする。こうしてシェヘラザードは王の悪習を終わらせた。

## 作曲の経過と初演

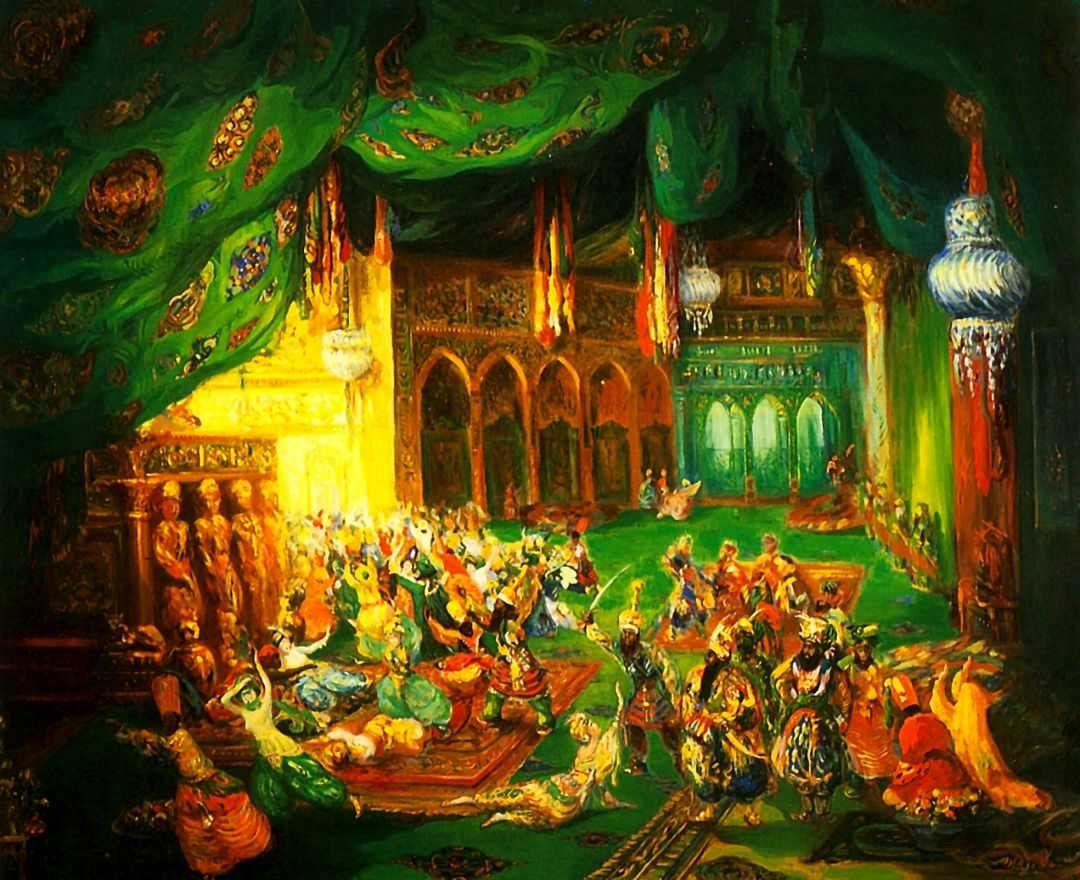
「シェヘラザード」レオン・バクストによる。

1887年冬、アレクサンドル・ボロディンの未完であったオペラ『イーゴリ公』を完成させるようとしていたリムスキー＝コルサコフは、『千夜一夜物語』の背景と、その中に登場する繋がりのない“物語”に基づいた管弦楽曲を作曲することを決意した。スケッチを練った後、家族と共にチェレメンテツ湖畔（現在のレニングラード州ルーガ近郊）のニェジュゴヴィツィ村にある「グリンキ＝マヴリニー」と呼ばれるダーチャに移住した。このダーチャは第二次世界大戦時にドイツ軍によって破壊されたとされる。
当時のリムスキー=コルサコフは、全生涯のうちで最も作曲意欲が湧き上がっていた時期にあった。自筆譜と手紙によれば、スケッチは1888年の6月1日から24日の間に書かれた。この作品は『スペイン奇想曲』、『ロシアの復活祭』序曲といった彼の代表作に続いて1888年7月29日までに完成したとみられ、同年10月28日にサンクトペテルブルクの交響楽演奏会にて自らの指揮により初演された。総譜は1889年に出版された。
当初、彼はこの曲の各楽章を「プレリュード、バラード、アダージョ、フィナーレ」と命名するつもりであったが、アナトーリ・リャードフらのような明確なタイトルへの嫌悪感を考慮した結果、『千夜一夜物語』内の物語に基づくテーマ別の見出しに落ち着いた。

リムスキー=コルサコフは、特定の物語を連想させないよう意図的にタイトルを曖昧にした。しかし、４楽章のの副題においては、アジブ王子の冒険について言及している。後の版では、リムスキー＝コルサコフはタイトルを完全に削除し、その代わりに、聴き手が自分の作品を、おとぎ話の冒険の感覚を呼び起こすような、東洋をテーマにした楽曲としてのみ聴くことを望み、次のように述べている。
私が望んだことはただ一つ、もし聴き手が私の作品を交響的な音楽として好んでくれるならば、彼らが持ち帰る印象が、これが疑いもなく幾多の異なる妖しき物語を紡ぐ東洋の物語であるとすることだった。単に四つの楽章が次々と演奏され、共通の主題に基づいて作曲されたに過ぎないものではないのだ。
リムスキー=コルサコフはのちに、「シェヘラザード」という名前を残した理由について、「アラビアン・ナイトや東洋の幻想的な物語の世界を誰もがすぐに思い浮かべられるからだ」と語った。
日本での初演は1925年4月26日に歌舞伎座における「日露交歓交響管弦楽演奏会」にて、山田耕筰指揮の日露混成オーケストラによるものが初演と見られている。戦前期の日本では難曲とみられており、第二次世界大戦末期の満州でこの曲を指揮したことがある朝比奈隆によれば、当時としては「マーラー級の大曲」だったという。

## 演奏時間
約40分
- 第１楽章：約9分
- 第２楽章：約11分
- 第３楽章：約8分
- 第４楽章：約12分

## 楽器編成
- 木管楽器

ピッコロ
2 フルート(2ndは第2ピッコロの持ち替えを含む)
2 オーボエ（2ndはイングリッシュホルンの持ち替えを含む）
2 クラリネット
2 ファゴット
- 金管楽器

4 ホルン
2 トランペット
2 トロンボーン
バストロンボーン
チューバ
- 打楽器

ティンパニ
タンバリン
バスドラム
スネアドラム
シンバル
トライアングル
タムタム（銅鑼）
- ハープ
- 弦五部

第1ヴァイオリン（Solo, 6Soli, 2Soli含む）
第2ヴァイオリン（6Soli含む）
ヴィオラ
チェロ（Solo含む）
コントラバス（4Soli含む）

## 構成

### 概要
リムスキー＝コルサコフは、スコアと初演のプログラムで用いるための簡潔な解説文を以下のように記した。
シャフリアール王は、すべての女性が虚偽で裏切り者であると確信し、初夜を迎えた後に自らの妻を殺すことを誓った。しかし、シェヘラザードは、千夜一夜にわたり魅力的な物語を語り、毎晩異なる話をすることで命を救った。スルタンはその好奇心に駆られ、妻の処刑を日ごとに延期し、最終的にはその血腥い誓いを完全に撤回した。この物語は、シェヘラザードがその語り口によってスルタンの心を変え、残虐な誓いを破棄させたというものである。
第1楽章の冒頭に現れる陰鬱な低音の動機は、支配的なスルタン（シャフリアール王）を表現しているとされる。このテーマは、降りていく全音階の4つの音、E – D – C – A♯（それぞれが小節の最初の音、すなわち頭拍で）を強調している。

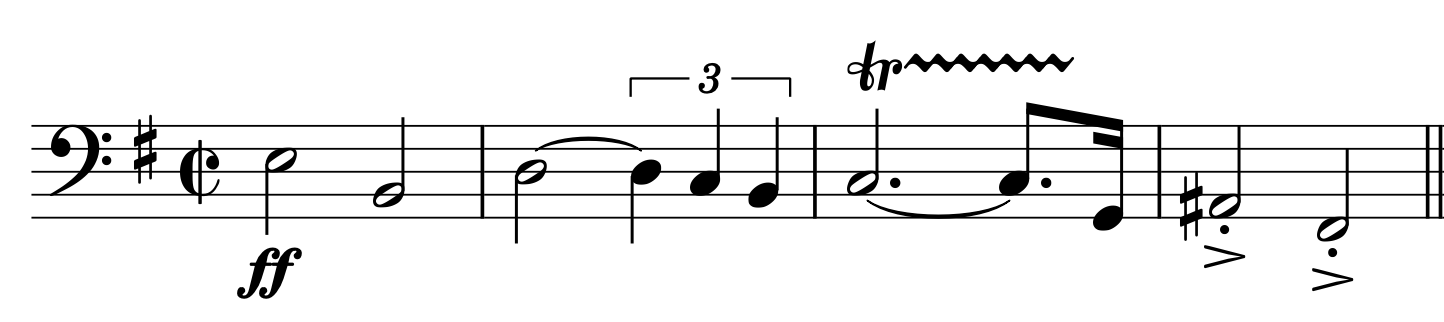
シャーリアール王のテーマ

続いて、物語の語り手であるシェヘラザードを表すライトモティーフが登場する。このテーマは、ヴァイオリンのソロによる優しく官能的な旋律で、ハープの伴奏が加わる。

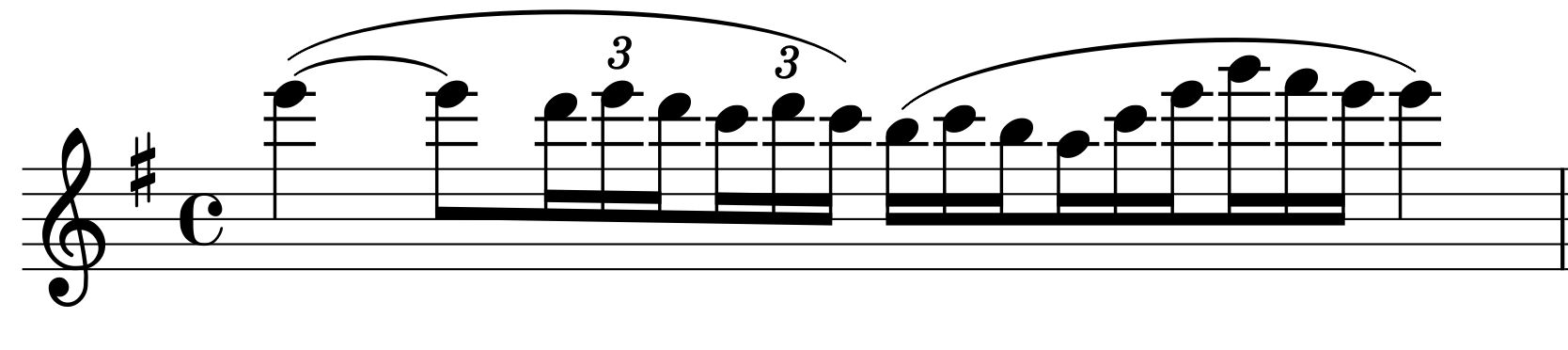
シェヘラザードのテーマ

作曲者によれば、
序曲の冒頭でシェヘラザードの厳格な配偶者（シャーリアール王）を描写するかのようなユニゾンのフレーズは、カランダール王子の物語（２楽章）の冒頭で現れるが、そこではシャフリアール王のテーマが現れることはない。しかしこのように、作曲の基盤として取られた音楽的主題を自由に発展させながら、私は4楽章から成る管弦楽組曲を創作することとなり、そのテーマと動機が密接に結びついている一方で、まるで東洋的な幻想のイメージとデザインの万華鏡のように呈示されることを目指した。
リムスキー＝コルサコフは、長3度の関係にある調を並べて使う傾向があり、この特徴は第１楽章におけるホ長調とハ長調の強い関係に見ることができる。この手法に加えて、彼のメロディーの独特なオーケストレーションは聴き手に分かりやすく、リズムは整理され、またソロの書き方における才能も発揮されており、このような作品である『シェヘラザード』を生み出すことが可能となったのだろう。
この楽曲の各楽章は、第１、第２、第４楽章の短い序奏や第３楽章の間奏によって統一されている。第三楽章の間奏では、シェヘラザードを象徴するヴァイオリンソロが登場し、第四楽章の結末にも類似したテーマが表現されている。最終楽章の穏やかなコーダは、シェヘラザードがシャフリアール王の心をつかみ、ついに平和な夜の眠りを得ることを象徴しているのだろう。
この曲の人気の理由は明白であろう。魅力的なオーケストラの色彩、斬新で刺激的なメロディ、穏やかで東洋的な雰囲気、19世紀後半の多くの大規模な管弦楽作品には欠けているリズムの活力、そして複雑な交響曲的構造やテクスチャに囚われない直接な表現が豊かに含まれているためである。

### 各楽章

#### 第1楽章《海とシンドバッドの船》
Largo e maestoso – Lento – Allegro non troppo – Tranquillo
ホ短調 - ホ長調
　この楽章は、さまざまな旋律から成り立ち、A B C A′ B C′の形式に基づいている。また、タイトルの通り、『千夜一夜物語』においては、「船乗りシンドバッドの物語」が元になっていると言われる。
　序奏では、威嚇するような力強いトロンボーンが中心のユニゾンがシャフリアール王を象徴し、その後、木管楽器でいくつかの和音が鳴り、メンデルスゾーンの『夏の夜の夢』序曲の冒頭を思わせる雰囲気を醸し出す。続いて、物語の語り手であるシェヘラザードを表すライトモティーフが登場する。このテーマは、ヴァイオリンのソロ による優しく官能的な旋律で、ハープの伴奏が加わる。
　この２つの主題は、ベルリオーズの「幻想交響曲」に使用されていた固定楽想（イデー・フィクス、仏：idée fixe）と同様に、曲の終わりまで変奏されながら繰り返される。

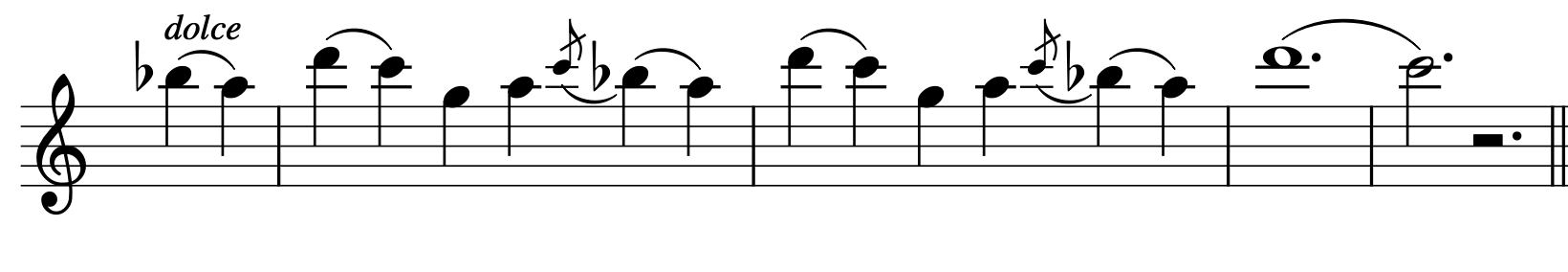
シンドバッドのテーマ

　序奏が終わると主部が始まり、うねるような海の情景を描く伴奏音型に乗って「海の主題」と「船の主題」が奏でられる。海軍士官の経験のあるリムスキー=コルサコフのインスピレーションが反映されているのであろう。この伴奏に乗り、王の主題が何度も繰り返されるが、これはシェヘラザードが語る物語を何度も中断しようとする彼の気の短さを表してるとも言われる。　Tranquilloに次いで77小節目、ホルンによる王の主題の後に演奏されるフルートの旋律は、シンドバッドのテーマと呼ばれ、その冒険心を表すものとして、その後オーボエやクラリネットによって繰り返される。
　古典的な交響曲形式に似ていながらも、リムスキー＝コルサコフの過去作『アンタール』での多様な動機の使い方に近く、さらに独自の東洋風な旋律が加えられているのが特徴である。

#### 第2楽章《カランダール王子の物語》
Lento – Andantino – Allegro molto – Vivace scherzando – Moderato assai – Allegro molto ed animato

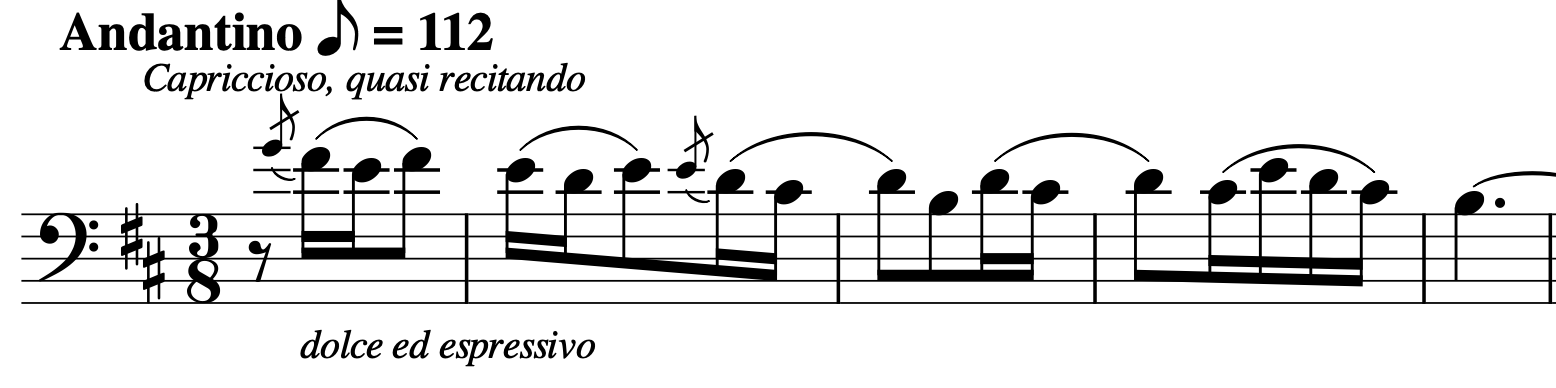
カランダール王子のテーマ

ロ短調　三部形式と変奏の一種に従っており、変奏は伴奏の変化によってのみ異なる。シンプルな構成を用いることで、オーケストラの明快さと輝きが際立ち、リムスキー＝コルサコフらしさが表れている。この楽章は「荷かつぎ人足と乙女たちとの物語」が元になっていると言われている。
　冒頭、ヴァイオリン独奏によるシェヘラザードのテーマがカデンツァ風に演奏された後、ファゴットによる3/8拍子のメロディが、諸国行脚の托鉢僧であるカランダール王子のテーマを示す。このテーマが変奏され、様々な伴奏形により奏でられる。
　その後、トロンボーンやトランペットの力強い響きが特徴的な中間部を経る。これはシェヘラザードの物語を中断する王の怒り声とも呼ばれる。クラリネットとファゴットのソロを経て、さまざまな主題が絡み合い、華麗なハープの伴奏と奏でるフルートのソロの後、力強く激しい終結に至る。

#### 第3楽章《若い王子と王女》

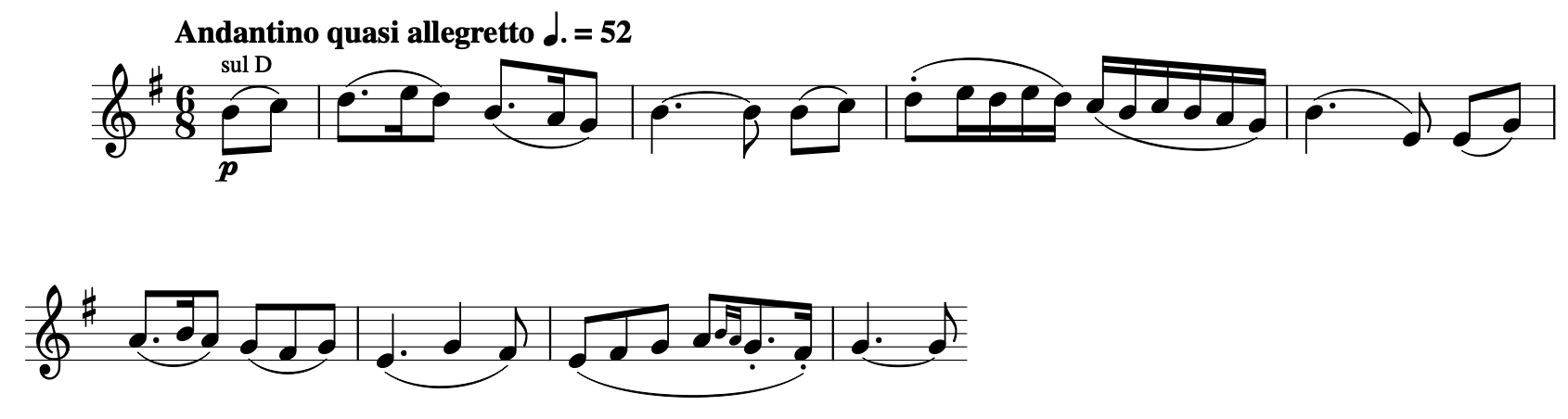
王子のテーマ

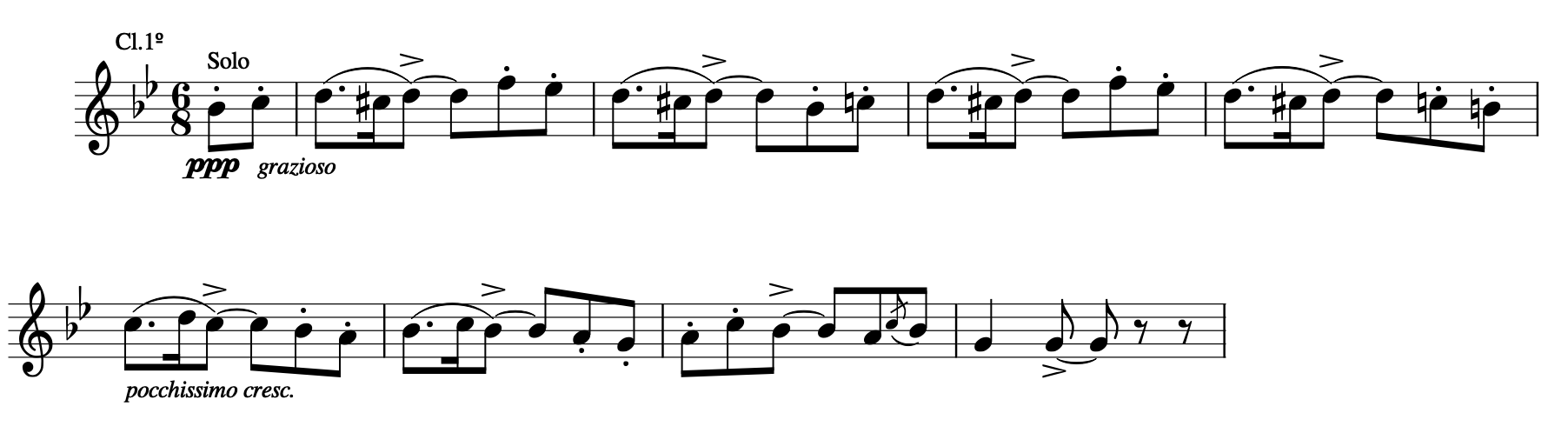
王女のテーマ

Andantino quasi allegretto – Pochissimo più mosso – Come prima – Pochissimo più animato
ト長調
　２楽章と同様に三部形式であり、形式と旋律の内容において最もシンプルな楽章と考えられている。
　タイトルの「王子と王女」は、その主題が似通っているために、双生児のようなカマール・アル・ザマン（新月）王子とブドゥール（満月）王女の恋物語ではないかと推測される。
　曲はメロディックな主題を弦五部がゆったりと奏でて始まる。このテーマは一般に「王子のテーマ」と呼ばれている。一方で中間部では、独特な小太鼓のリズムに乗って、クラリネットが快活な舞曲風の「王女のテーマ」を奏する。この部分は、バラキレフの交響詩『タマーラ』のテーマに基づいているとされており、オリエンタルなムードを持っており、その後小太鼓以外の打楽器も加わりよりエキゾティックな雰囲気を演出する。
　終部ではテンポと共通の動機で中間部の部分と関連している。シェヘラザードの主題を挟みながら、終部のテーマは歌のような旋律を持ち、最終的には速いコーダで最初のテーマへ戻り、全体をうまくバランスよく締めくくる。

#### 第4楽章《バグダッドの祭り。海。船は青銅の騎士のある岩で難破。終曲》
Allegro molto – Lento – Vivo – Allegro non troppo e maestoso – Tempo I
ホ短調 - ホ長調
　タイトルに出てくる「青銅の騎士」とは、２楽章と同じく「荷かつぎ人足と乙女たちとの物語」のうち、第三の托鉢僧の話に登場する話であろう。この楽章では、これまでの３つの楽章に出てきたメロディや主題が多く再現されるため、総決算と評される。
　楽章の冒頭、決然としたシャリアール王の主題が第１楽章の冒頭のように再登場し、これに応えるようにシェヘラザードのヴァイオリンの主題が繰り返される。これまでのヴァイオリン独奏の主題では、スラーを多用した滑らかで妖艶な旋律であったが、本楽章では多弦を用いて力強く演奏される。

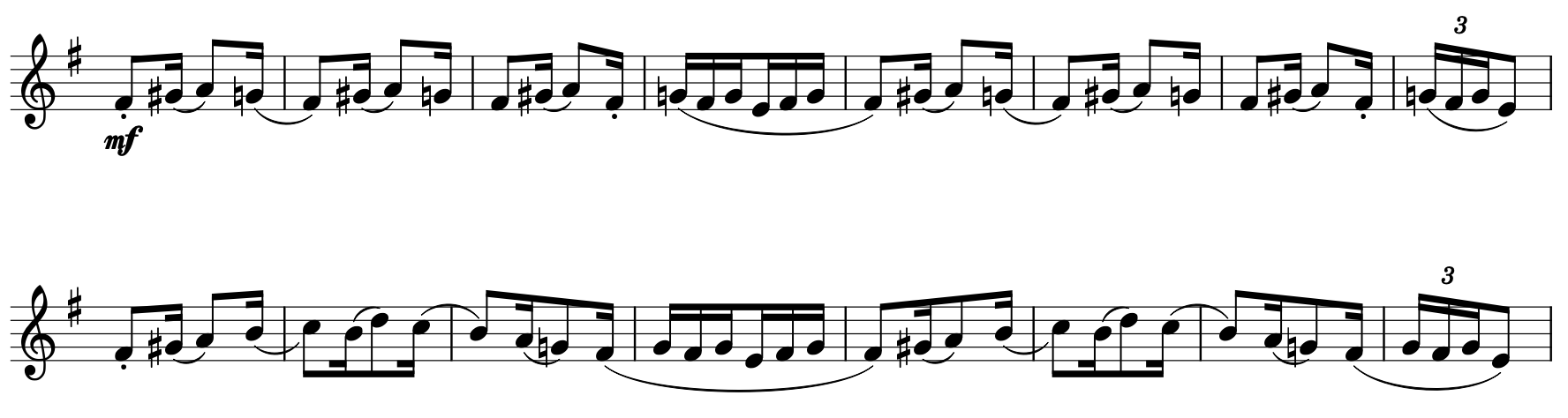
「バグダッドの祭り」のメロディ

　その後、Vivoで「バグダッドの祭り」と呼ばれる部分が登場する。タランテラのような生き生きとしたリズムが6/16拍子で続く華やかかつ激しいな場面であり、またところどころに登場するフルートやトランペット、ホルンに要求される非常に速いタンギングは、管楽器の名手であるリムスキー=コルサコフならではの奏法であろう。
　しばらくすると、第３楽章中間部のいわゆる「王女のテーマ」が登場し、それがシェヘラザードのテーマと絡み合って、オーケストラの饗宴のような様相を呈する。管弦打を問わず非常に複雑な技法が求められつつ、楽曲は熱を帯び、最大の盛り上がりを見せたところで、6/4拍子へと変化する。
　ここで第１楽章の海の情景に戻る。しかしトロンボーンの描く王の主題はフォルティッシモで演奏される激しいもので、平穏だった海は荒れ狂う大しけの怒涛の展開と進む。飛び交うピッコロとフルートの３連符やハープのグリッサンド、そしてトライアングルとシンバルが、白く跳ね上がる高い波を表しているようである。トランペットとクラリネットによってシャフリアール王のテーマが警告するようなファンファーレとして鳴り響くと、タムタム（銅鑼）が激しく響く。まさにここでは船が岩にぶつかって壮絶に難破してしまう様子を描いている。
　難破した後、潮の引くように音楽は次第に静寂へと移行し、第1楽章で登場した穏やかに揺れる波のメロディが、静かに再現されていく。その後、独奏ヴァイオリンがシェヘラザードのテーマを奏で、フラジオレットによる彼女の音色が続く中、低弦が静かにシャフリアール王のテーマを示す。まるで二人が和解したかのように、曲は穏やかな落ち着きを見せ、静かな終息を迎える。

## 代表的な録音
- エルネスト・アンセルメ指揮：スイス・ロマンド管弦楽団（1960年録音）
  - ヴァイオリン・ソロはローラン・フニヴ。
- レオポルド・ストコフスキー指揮：ロンドン交響楽団（1964年録音）
  - ヴァイオリン・ソロはエリック・グリューエンバーグ。
  - ストコフスキーは都合5回この曲を録音しており、1975年録音のロイヤル・フィルハーモニー管弦楽団との演奏や1951年のフィルハーモニア管弦楽団との演奏、1934年のフィラデルフィア管弦楽団との演奏などがある。1975年のロイヤル・フィルハーモニー管弦楽団でのヴァイオリン・ソロは1964年のロンドン交響楽団との録音と同じくエリック・グリューエンバーグ。1951年のフィルハーモニア管弦楽団ではマヌーク・パリキアン、1934年のフィラデルフィア管弦楽団ではアレグザンダー ・ヒルスバーグがヴァイオリン・ソロを担当している。
- ヘルベルト・フォン・カラヤン指揮：ベルリン・フィルハーモニー管弦楽団（1967年録音）
  - ミシェル・シュヴァルベによるヴァイオリン・ソロ。
- エフゲニー・スヴェトラーノフ指揮：ソヴィエト国立交響楽団（1969年録音）
  - ヴァイオリン・ソロはゲンリヒ・フリジゲイム。
  - 他にロンドン交響楽団とのスタジオ録音・ライヴ録音（ともに1978年録音）がある。ヴァイオリン・ソロはジョン・ジョージアディス。
- キリル・コンドラシン指揮：アムステルダム・コンセルトヘボウ管弦楽団（1979年録音）
  - メンゲルベルク時代から在団するヘルマン・クレバースがソロを担当。
- セルジュ・チェリビダッケ指揮：ミュンヘン・フィルハーモニー管弦楽団（1984年録音）
  - ライヴを放送用に録音した音源。ヴァイオリン・ソロはヴェルナー・グローブホルツ。
  - チェリビダッケには、シュトゥットガルト放送交響楽団との放送用のライヴ音源（1982年録音）もある。シュトゥットガルト放送交響楽団とは、これとは別に1982年11月のスタジオでのカラー映像演奏記録もある。ヴァイオリン・ソロはどちらもハンス・カラフースが担当。
- ウラジミール・フェドセーエフ指揮：モスクワ放送交響楽団（1994年録音）
  - ヴァイオリン・ソロは木野雅之。
- ヴァレリー・ゲルギエフ指揮： キーロフ歌劇場管弦楽団（2001年録音）
  - ヴァイオリン・ソロはセルゲイ・レヴェーチン。

## バレエ『シェヘラザード』

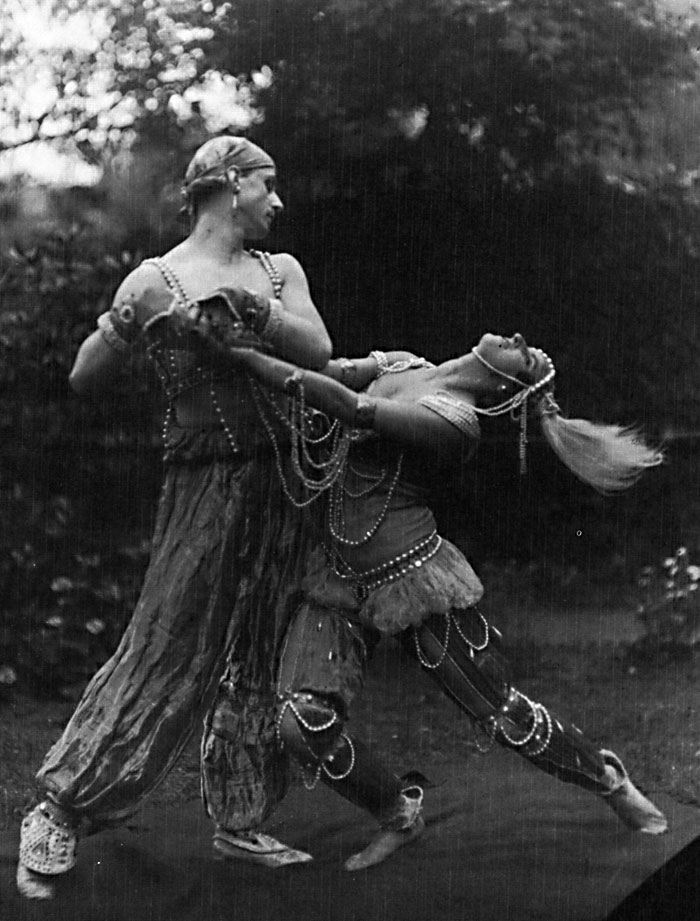
ミハイル・フォーキンとベラ・フォーキナによる『シェヘラザード』（1914年）

本作はロシアの「バレエ・リュス」の振付師、ミハイル・フォーキンとレオン・バクストの振付によって同名のバレエ作品に使用されている。1910年にパリのオペラ座で初演された。バレエでの使用は作者の未亡人ナジェージダ・リムスカヤ＝コルサコヴァを始め遺族の批判を受けたが、「バレエ・リュス」の芸術活動が評価されると、その代表作品であるバレエ『シェヘラザード』もロシア本国でも受け入れられるようになり、その後ボリショイバレエやマリインスキー・バレエなどロシアのバレエ団でも上演されている。
バレエ『シェヘラザード』は『千夜一夜物語』の冒頭、シェヘラザードが夜伽の際に物語を話すきっかけになった事件を題材にしたもので（詳細は千夜一夜物語のあらすじ #シャハリヤール王と弟シャハザマーン王との物語を参照）脚本はアレクサンドル・ベノワが、衣装と美術はレオン・バクストが手掛けた。初演時の指揮はニコライ・チェレプニン、主な出演者はイダ・ルビンシュタイン、ヴァーツラフ・ニジンスキーである。
バレエの日本初演は1946年10月14日帝国劇場において、東京バレエ団により行われた。出演は貝谷八百子、東勇作、小牧正英、藤田繁、深沢秀嘉、演出・振付は小牧正英、美術は真木小太郎、衣裳は吉村倭一、照明は橋本義雄、管弦楽は東宝交響楽団、指揮は上田仁、舞台監督は矢沢寛之と長嶺明であった。

### バレエ『シェヘラザード』あらすじ
シャハリヤール王が狩りで城を留守にしている最中に、彼の愛妾ゾベイダを含む後宮の女奴隷たちは看守のユーマクを買収し、男奴隷部屋のカギを入手する。女奴隷たちは男奴隷たちを解放し、彼らとの逢瀬を楽しむ。ゾベイダもまた「金の奴隷」との逢瀬を楽しむ。そこへ王が帰還。後宮の女たちの不義密通が露見してしまう。王はあらかじめ弟から女たちの留守を利用した不貞の可能性を警告を受けており、今回の狩りでの外出はそれを調べるためのものであった。王は「金の奴隷」を含む男奴隷を皆殺しにする。ゾベイダは悲嘆のあまり短剣で自殺。愛妾の自殺に王は深く悲しむのであった。

## その他
- フィギュアスケート選手の伊藤みどりが1989-1990シーズンにLPで使用し、1990年の世界選手権で準優勝した（LPのみでは1位）。2001-2002のシーズンにはミシェル・クワンがLPに使用し、ソルトレークシティオリンピックで銅メダル、世界選手権で準優勝する。また安藤美姫は2006-2007シーズンのSPで使用し、2007年世界選手権女王になった。2008-2009のシーズンには金妍兒がこの楽曲を使用し、2009年の世界選手権女王になった。2009-2010のシーズンではエヴァン・ライサチェクがこの楽曲をFPで使用し、バンクーバーオリンピックで金メダルを獲得した。
- 2000年代の現代でも人気を誇る1966年のソ連コメディー映画「コーカサスの女囚もしくはシューリクの新たな冒険（Кавказская пленница, или Новые приключения Шурика）」で使用されるコミカルな歌「もし俺がスルタンだったら（Если б я был султан）」のイントロ部分で3楽章のヴァイオリンとオーボエの掛け合いの部分が使われており、本国ロシアではそのメロディーとしても有名である。
- 作曲者自身による、ピアノ連弾版が存在する。
- アニメ映画『千夜一夜物語』（1969年）のサントラでは、ヒロインのミリアムのテーマとして、第三楽章の主題が使われている。